# Amazonis Planitia
Amazonis Planitia je planina na povrchu Marsu, která se nachází na severní polokouli mezi dvěma vulkanickými oblastmi Tharsis a Elysium Planitia. Na západě je planina ohraničena právě Elysium Planitia, která se nachází okolo štítové sopky Elysium Mons, přechod mezi těmito dvěma planinami tvoří Orcus Patera respektive Marte Vallis, na severu planina přechází volně v Arcadia Planitia a v západní části jejich rozhraní se nachází menší pohoří Erebus Montes. Východ planiny je ohraničen oblastí Lycus Sulci, která se rozkládá okolo nejvyšší hory sluneční soustavy Olympus Mons. Na jihu se pozvolna zvedají pahorkatiny jako například Lucus Planum či vzdálenější Daedalia Planum. V jižní části zasahují do planiny výběžky vyvýšených oblastí Gordii Dorsum, Amazonis Mensa a Eumenides Dorsum.
Oblast se táhne přes 2 800 km a někdy se řadí mezi severní planiny spolu s planinami Chryse Planitia, Acidalia Planitia a Utopia Planitia.

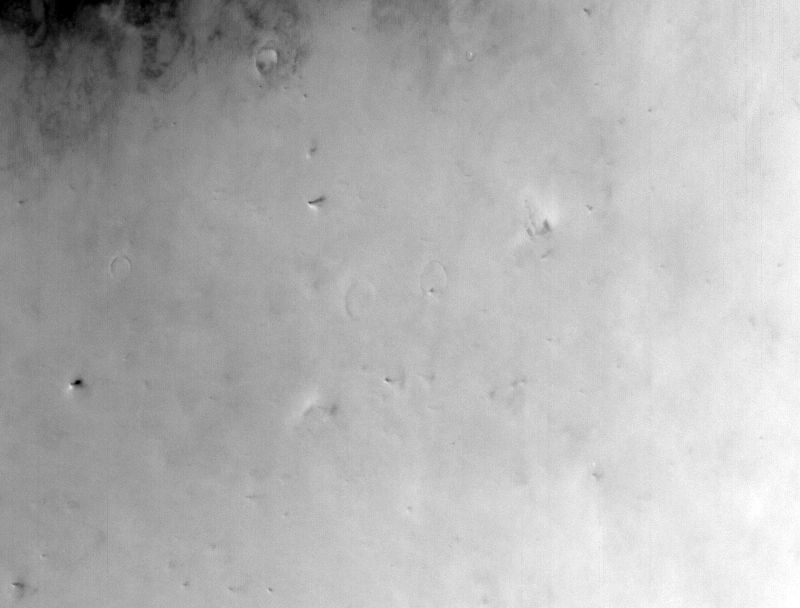
Povrch Amazonis Planitia

Pojmenována byla roku 1973 a byla použita i pro vznik stratigrafických jednotek Marsu, když se po ní jmenuje nejmladší období v historii planety - Amazonian. Předpokládá se, že její hladký povrch je dán lávovými výlevy z okolních sopek a také vodní erozí, respektive ukládáním vodních sedimentů v oblasti. Objevují se i hypotézy, že se v oblasti Amazonis Planitia dříve nacházelo moře, nebo dokonce oceán kapalné vody. Současně je oblast vystavována silné větrné erozi a to převážně na kontaktu planiny s Medusae Fossae.
Východní oblast planiny, která přechází do oblasti Lycus Sulci, nápadně připomíná erodované mořské pobřeží, což vedlo k hypotézám, že to tak i dříve bylo. Podrobnější výzkumy ale tyto závěry nepotvrdily a do současnosti nic nenasvědčuje tomu, že by tyto svahy byly způsobeny mořskou erozí.